# レオポルト・ケルフェルト
レオポルド・ケルフェルト（Leopold Querfeld, 2003年12月20日 - ）は、オーストリア・ウィーン出身のサッカー選手。ドイツ・ブンデスリーガ・1.FCウニオン・ベルリン所属。ポジションは DF。

## クラブ経歴

### ラピード・ウィーン
2012年にSKラピード・ウィーンのユースチームに入団。2020年にチームIIに昇格すると、翌2021年にトップチームに昇格。11月4日の UEFAヨーロッパリーグのNKディナモ・ザグレブ戦でトップチームデビュー。2022-23シーズンより先発に定着し、2023-24シーズンは3ゴールを決めた。

### ウニオン・ベルリン
2024年6月14日、1.FCウニオン・ベルリンへの移籍が発表された。

## 代表経歴
2021年よりユース世代のオーストリア代表でプレー。2024年3月にフル代表に初招集。24日のスロバキア戦で代表デビュー。6月にはUEFA EURO 2024の代表に選出。フランス、オランダなどが同位するグループDで首位突破を果たした。